# Johann Friedrich Mieg (Theologe)
Johann Friedrich Mieg (auch Johannes Friedrich Mieg der Ältere oder Joannes Fridericus Mieg; * 12. August 1642 in Straßburg; † 12. August 1691 in Groningen) war ein deutscher reformierter Theologe und Hochschullehrer.

## Leben
Mieg, geboren 1642 in Straßburg, stammte aus einer weitverzweigten, ursprünglich aus Straßburg stammenden Familie Mieg. Er war Sohn des Kanzlers der Kurpfalz Johann Ludwig Mieg. Mieg wurde im Oktober 1654 an der Philosophischen Fakultät der Universität Heidelberg immatrikuliert, wechselte 1655 an deren Theologische Fakultät, bevor er im Dezember 1658 an die Universität Marburg und im April 1659 an die Universität Basel kam. Bereits 1657 trat er mit seiner ersten Dissertation De natura et usu primae philosophiae in Erscheinung, 1660 mit De raptu Eliae ex 2. Reg. II. 1660 erhielt er den Magistergrad in Philosophie. Er stand in dieser Zeit in der Gunst von Johann Buxtorf dem Jüngeren. Zu weiteren Studien kam er an das St Catharine’s College der University of Cambridge. Von dort kam er 1663/1664 an die Universität Leyden. An der Basler Universität wurde er am 12. April 1667 mit der Dissertation De spiritu servitutis. Röm. 8, 15 zum Dr. theol. promoviert.
Mieg folgte 1667 einem Ruf als Professor der Philosophie und Konsistorialrat an die Universität Heidelberg, 1672 wechselte er als Professor der Theologie an die Theologische Fakultät. An beiden Fakultäten hatte er mehrmals das Amt des Dekans, sowie 1676 und 1684 das Amt des Rektors der Universität inne, 1686 fungierte er als Präses des Universitätsjubiläums. 1687 wurde er zum Kirchenrat ernannt. Um 1689 wurde er von den Franzosen nach Straßburg als Geisel verschleppt. Er konnte erst etwa ein Jahr später mit Hilfe von Schweizern freigekauft werden. Er nahm trotz der Bemühungen der Universität Heidelberg 1691 einen Ruf an die Universität Groningen an. Dort hielt er am 15. Juni 1691 seine Antrittsvorlesung De spiritu ecclesiae christianae harmonico. Kurz darauf verstarb er überraschend am 12. August 1691.
Der Theologe Ludwig Christian Mieg war sein Sohn und der Theologe Hermann Reinhold Pauli sein Schwiegersohn. Der Direktor des kurpfälzischen Ehegerichts Johann Friedrich Mieg, der Kirchenrat Ludwig Georg Mieg und der Theologieprofessor Johann Kasimir Mieg waren seine Enkel.

## Werke (Auswahl)
- De spiritu servitutis, Basel 1667.
- Consideratio exegetica vaticinii Bileamici de stella et sceptro, Walter, Heidelberg 1669.
- De argumento quo Christus resurrectionem mortuorum adversus Sadducaeos propugnavit Matth. 22, 32, 1677.
- Laudatio Funebris, Beatis Manibus Caroli Ludovici, D.G. Comitis Palatini Ad Rhenum, S.R.I. Archi-Thesaurarii & Electoris &c. &c. Domini Nostri, Dum Viveret, Clementissimi, Anno MDCLXXX. Die XXVIII. Augusti Coelo Recepti, Sacra Publica Autoritate Moestissima Voce Dicta, Mannheim 1684.
- Vertheidigung der reformirten pfälzischen Kirchen, Heidelberg 1687.